# Fitoncydy
Fitoncydy (gr. phytón – roślina, łac. caedo – ścinam, zabijam) – naturalne substancje wydzielane przez różne rośliny wyższe hamujące rozwój mikroorganizmów. Są to zwykle związki siarkoorganiczne, przykładowym fitoncydem jest allicyna.
Do roślin wyróżniających się dużą zawartością fitoncydów należą:
- drzewa oraz krzewy liściaste: czeremcha, jarzębina, buk, porzeczka czarna, jaśminowiec[3];
- rośliny zielne oraz warzywne: cebula, czosnek[4], kolendra, macierzanka, szałwia, bylica piołun, papryka, pomidor, psianka[3].